# Rückersdorf (Brandebourg)
Rückersdorf  est une commune de Brandebourg (Allemagne), située dans l'arrondissement d'Elbe-Elster.

## Personnalités liées à la ville
- Jürgen Haase (1945-), athlète né à Friedersdorf.